# 1940 في البرازيل
فيما يلي قوائم الأحداث التي وقعت خلال عام 1940 في البرازيل.

## رياضة
- 1 يناير – بطولة باوليستا 1940 الفائز نادي بالميراس.
- 1 يناير – بطولة كاريوكا 1940 الفائز نادي فلومينينسي.

## مواليد

### يناير
- 1 يناير – جواو فيرنانديز مصوّر سينمائي من الولايات المتحدة الأمريكية.
- 1 يناير – راؤني ميتوكتيري
- 2 يناير – سيلفا باتوتا لاعب كرة قدم برازيلي.
- 25 يناير – مانويل خوسيه دياز لاعب كرة قدم برازيلي.

### مارس
- 1 مارس – باولو كونا
- 9 مارس – سيلسو موريلو موسيقي برازيلي.
- 24 مارس – ديانا، دوقة فورتمبيرغ فنانة برازيلية.
- 30 مارس – أسترود غلبرتو مغنية برازيلية.

### يونيو
- 16 يونيو – أوكتاسيليو غونكالفس لاعب كرة قدم برازيلي.
- 23 يونيو – سيرجيو ريس ممثل برازيلي.
- 25 يونيو – جواو كارلوس مارتينز

### يوليو
- 9 يوليو – جير دا كوستا لاعب كرة قدم برازيلي.
- 16 يوليو – آرثر موريرا ليما موسيقي برازيلي.
- 20 يوليو – روبرتو ريبيرو مغني برازيلي.

### سبتمبر
- 2 سبتمبر – هيليو روبنز غارسيا لاعب كرة سلة برازيلي.
- 22 سبتمبر – لويس لومباردي نيتو صحفي برازيلي.
- 23 سبتمبر – ميشال تامر رئيس برازيلي سابق من أصول لبنانية.

### أكتوبر
- 23 أكتوبر – بيليه لاعب كرة قدم سابق.

### نوفمبر
- 12 نوفمبر – جوراندير دي فريتاس لاعب كرة قدم برازيلي.

### ديسمبر
- 31 ديسمبر – خوسيه دي أنكييتا فونتانا لاعب كرة قدم برازيلي.

## وفيات

### يناير
- 29 يناير – بيدرو دي ألكانتارا، أمير غراو-بارا (مواليد 1875)

### أكتوبر
- 6 أكتوبر – أدولفو لوتز (مواليد 1855) عالم حشرات برازيلي.